# Microstylum fulvigaster
Microstylum fulvigaster là một loài ruồi trong họ Asilidae. Microstylum fulvigaster được Bigot miêu tả năm 1878. Loài này phân bố ở vùng Tân nhiệt đới.